# Sandgate Castle

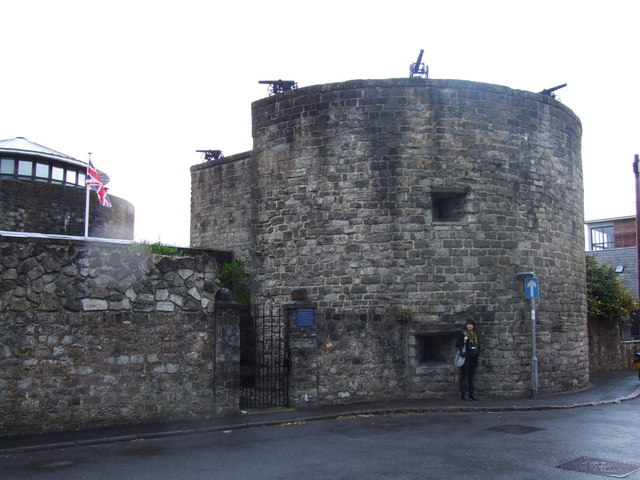
Landzijde (2009)

Sandgate Castle is een kasteel in Sandgate, Kent. Het kasteel maakte deel uit van de forten van Hendrik VIII van Engeland. Het kasteel werd gebouwd in 1539. In 1805 werd het kasteel omgebouwd tot Martello tower. Het is momenteel in privébezit.